# Jonas Urbig
Jonas Urbig (Euskirchen, 8 augustus 2003) is een Duitse voetballer die als doelman speelt. In 2023 maakte hij namens Jahn Regensburg zijn debuut in het betaald voetbal, in de 2. Bundesliga. In januari 2025 volgde een transfer naar Bayern München.

## Clubloopbaan

### Jeugd
Op tienjarige leeftijd sloot Urbig zich aan bij de jeugdopleiding van 1. FC Köln. Hij doorliep alle jeugdelftallen in de onderbouw en maakte op 2 maart 2019 als C-junior zijn debuut in de onder-17, in de met 0–3 gewonnen uitwedstrijd tegen de leeftijdsgenoten van FC Hennef 05. In het seizoen 2019/20 stroomde hij officieel door naar de onder 17, waar hij direct basisspeler werd en in 21 wedstrijden dertien keer de nul hield. Een seizoen later, op 20 september 2020, maakte hij zijn eerste minuten in de onder-19 tijdens de met 1–0 verloren uitwedstrijd tegen Schalke 04. Zijn laatste wedstrijd bij de junioren speelde hij op 26 februari 2022, tegen VfL Bochum. Tijdens zijn jeugdperiode bij 1. FC Köln speelde hij onder meer samen met Florian Wirtz, Jan Thielmann, Marvin Obuz en Maximilian Schmid.

### 1. FC Köln
In de voorbereiding op het seizoen 2021/22 werd Urbig door hoofdtrainer Steffen Baumgart bij de eerste selectie van 1. FC Köln gehaald. Hij maakte een goede indruk waarna zijn contract tot 2024 werd verlengd. Hij zat gedurende het seizoen elfmaal op de bank als reserve achter eerste doelman Marvin Schwäbe. Tot een debuut in de Bundesliga kwam het echter niet. Wel maakte hij dat seizoen zijn eerste speelminuten in het seniorenvoetbal, bij het tweede elftal van de club in de Regionalliga West, tijdens een thuiswedstrijd tegen Alemannia Aachen.
In de eerste seizoenshelft van 2022/23 was Urbig vooral actief als doelman van het tweede elftal en zat hij tweemaal op de bank bij het eerste elftal. Tijdens de winterstop werd hij verhuurd aan Jahn Regensburg, uitkomend in de 2. Bundesliga, om ervaring op te doen op hoger niveau. Na afloop van die huurperiode keerde hij terug naar Köln, waar hij zijn contract verlengde. Aansluitend werd hij opnieuw verhuurd, ditmaal aan Greuther Fürth, eveneens actief in de 2. Bundesliga. Bij zijn terugkeer uit Fürth was 1. FC Köln net gedegradeerd uit de Bundesliga.
In de voorbereiding op het seizoen 2024/25 streed Urbig met Marvin Schwäbe om de positie van eerste doelman bij 1. FC Köln. Hij won de concurrentiestrijd en werd door hoofdtrainer Gerhard Struber opgesteld in de basiself voor de openingswedstrijd van het seizoen, thuis tegen Hamburger SV. Köln kende echter een moeizame start in de 2. Bundesliga en bezette eind oktober de twaalfde plaats. Struber besloot daarop om Urbig te vervangen door Schwäbe, waardoor Urbig plaatsnam op de reservebank. Na deze wissel begon de ploeg aan een opmars en stond 1. FC Köln bij het ingaan van de winterstop op de eerste plaats. Vanwege het gebrek aan speeltijd vertrok Urbig in januari 2025 naar Bayern München.

#### Verhuur aan Jahn Regensburg
Kort na de jaarwisseling werd Urbig voor anderhalf jaar verhuurd aan SSV Jahn Regensburg. Hij wist hoofdtrainer Mersad Selimbegovic in korte tijd te overtuigen van zijn kwaliteiten, waarna hij de voorkeur kreeg boven Dejan Stojanović als eerste doelman. Dit leidde tot zijn debuut in het betaald voetbal op 28 januari 2023, tijdens de met 2–0 verloren uitwedstrijd tegen Darmstadt 98. In de 18e minuut incasseerde hij zijn eerste tegendoelpunt, na een foutieve inspeelpass, waaruit Braydon Manu wist te scoren. Ondanks deze valse start bleef Urbig de rest van het seizoen de eerste doelman van Regensburg. Op 18 maart hield hij voor het eerst de nul in de met 1–0 gewonnen thuiswedstrijd tegen SC Paderborn 07. Aan het einde van het seizoen degradeerde de club naar de 3. Liga. Mede als gevolg van die degradatie kwam er vroegtijdig een einde aan de huurperiode en keerde Urbig na een half jaar terug naar 1. FC Köln.

#### Verhuur aan Greuther Fürth
In de zomer van 2023 werd bekend dat Urbig voor één seizoen werd verhuurd aan Greuther Fürth. Onder hoofdtrainer Alexander Zorniger was hij het gehele seizoen de eerste doelman. Op 30 juli 2023 maakte hij zijn officiële debuut voor de club in de met 5–0 gewonnen openingswedstrijd van het seizoen 2023/24 tegen SC Paderborn 07. Ondanks de uiteindelijke achtste plaats op de ranglijst, eindigde Urbig met elf clean sheets als tweede op de lijst van doelmannen met de meeste wedstrijden zonder tegendoelpunt in de 2. Bundesliga. Alleen Timon Weiner van Holstein Kiel hield vaker de nul (veertien keer). Na afloop van het seizoen keerde Urbig terug naar 1. FC Köln.

### Bayern München
In januari 2025 tekende Urbig een contract tot medio 2029 bij Bayern München, de Duitse recordkampioen. Hij werd aangetrokken als beoogde opvolger van doelman Manuel Neuer. Op 5 maart 2025 maakte hij zijn officiële debuut voor de club in de Champions League-wedstrijd tegen Bayer Leverkusen; hij viel in de 58e minuut in nadat Neuer geblesseerd raakte tijdens het juichen. Drie dagen later volgde zijn eerste optreden in de Bundesliga, in de met 2–3 verloren thuiswedstrijd tegen VfL Bochum. Na een 3-3 gelijkspel op 3 mei tegen RB Leipzig was Bayern München niet meer in te halen door de concurrentie en werd daarmee voor de 34e keer Duits landskampioen.. Een week later keerde Manuel Neuer terug van zijn blessure, waarna Urbig weer op de reservebank plaatsnam. Dankzij het kampioenschap van Bayern München schreef Urbig zijn eerste titel op zijn naam. Omdat ook 1. FC Köln, de club waar hij het eerste gedeelte van het seizoen onder contract stond, kampioen werd in de 2. Bundesliga, kon hij in hetzelfde seizoen een tweede titel aan zijn palmares toevoegen. Daarmee werd hij de derde speler in de geschiedenis van het Duitse voetbal die in één seizoen zowel de Bundesliga als de 2. Bundesliga op zijn naam schreef.

## Clubstatistieken
| Seizoen                     | Club                        | Competitie                  | Competitie                                                                           | Competitie                                                                           | Competitie                                                                           | Beker                                                                                | Beker                                                                                | Beker                                                                                | Beker                                                                                | Internationaal                                                                       | Internationaal                                                                       | Internationaal                                                                       | Internationaal                                                                       | Overig                                                                               | Overig                                                                               | Overig                                                                               | Overig                                                                               | Seizoenstotaal                                                                       | Seizoenstotaal                                                                       | Seizoenstotaal                                                                       | Seizoenstotaal |
| Seizoen                     | Club                        |                             | W                                                                                    | T                                                                                    | N                                                                                    |                                                                                      | W                                                                                    | T                                                                                    | N                                                                                    |                                                                                      | W                                                                                    | T                                                                                    | N                                                                                    |                                                                                      | W                                                                                    | T                                                                                    | N                                                                                    |                                                                                      | W                                                                                    | T                                                                                    | N              |
| --------------------------- | --------------------------- | --------------------------- | ------------------------------------------------------------------------------------ | ------------------------------------------------------------------------------------ | ------------------------------------------------------------------------------------ | ------------------------------------------------------------------------------------ | ------------------------------------------------------------------------------------ | ------------------------------------------------------------------------------------ | ------------------------------------------------------------------------------------ | ------------------------------------------------------------------------------------ | ------------------------------------------------------------------------------------ | ------------------------------------------------------------------------------------ | ------------------------------------------------------------------------------------ | ------------------------------------------------------------------------------------ | ------------------------------------------------------------------------------------ | ------------------------------------------------------------------------------------ | ------------------------------------------------------------------------------------ | ------------------------------------------------------------------------------------ | ------------------------------------------------------------------------------------ | ------------------------------------------------------------------------------------ | -------------- |
| 002021/22                   | 0 1. FC Köln II             | Regionalliga West           | 14                                                                                   | 17                                                                                   | 4                                                                                    | –                                                                                    | –                                                                                    | –                                                                                    | –                                                                                    | –                                                                                    | –                                                                                    | –                                                                                    | –                                                                                    | –                                                                                    | –                                                                                    | –                                                                                    | –                                                                                    | 2021/22                                                                              | 14                                                                                   | 17                                                                                   | 4              |
| 002022/23                   | 0 1. FC Köln II             | Regionalliga West           | 13                                                                                   | 25                                                                                   | 1                                                                                    | –                                                                                    | –                                                                                    | –                                                                                    | –                                                                                    | –                                                                                    | –                                                                                    | –                                                                                    | –                                                                                    | –                                                                                    | –                                                                                    | –                                                                                    | –                                                                                    | 2022/23                                                                              | 13                                                                                   | 25                                                                                   | 1              |
| 002022/23                   | 0 → Jahn Regensburg         | 2. Bundesliga               | 17                                                                                   | 28                                                                                   | 2                                                                                    | –                                                                                    | –                                                                                    | –                                                                                    | –                                                                                    | –                                                                                    | –                                                                                    | –                                                                                    | –                                                                                    | –                                                                                    | –                                                                                    | –                                                                                    | –                                                                                    | 2022/23                                                                              | 17                                                                                   | 28                                                                                   | 2              |
| 002023/24                   | 0 → Greuther Fürth          | 2. Bundesliga               | 33                                                                                   | 48                                                                                   | 11                                                                                   | DFB-Pokal                                                                            | 1                                                                                    | 0                                                                                    | 1                                                                                    | –                                                                                    | –                                                                                    | –                                                                                    | –                                                                                    | –                                                                                    | –                                                                                    | –                                                                                    | –                                                                                    | 2023/24                                                                              | 34                                                                                   | 48                                                                                   | 12             |
| 00 2024/25                  | 0 1. FC Köln                | 2. Bundesliga               | 10                                                                                   | 20                                                                                   | 2                                                                                    | DFB-Pokal                                                                            | 1                                                                                    | 2                                                                                    | 0                                                                                    | –                                                                                    | –                                                                                    | –                                                                                    | –                                                                                    | –                                                                                    | –                                                                                    | –                                                                                    | –                                                                                    | 2024/25                                                                              | 11                                                                                   | 22                                                                                   | 2              |
| 00 2024/25                  | 0 Bayern München            | Bundesliga                  | 8                                                                                    | 12                                                                                   | 2                                                                                    | –                                                                                    | –                                                                                    | –                                                                                    | –                                                                                    | Champ. League                                                                        | 4                                                                                    | 4                                                                                    | 2                                                                                    | –                                                                                    | –                                                                                    | –                                                                                    | –                                                                                    | 2024/25                                                                              | 12                                                                                   | 16                                                                                   | 4              |
| 0Carrière totaal            | 0Carrière totaal            | 0Carrière totaal            | 95                                                                                   | 150                                                                                  | 22                                                                                   |                                                                                      | 2                                                                                    | 2                                                                                    | 1                                                                                    |                                                                                      | 4                                                                                    | 4                                                                                    | 2                                                                                    |                                                                                      | 0                                                                                    | 0                                                                                    | 0                                                                                    |                                                                                      | 101                                                                                  | 156                                                                                  | 25             |
| 0Bijgewerkt tot 6 juli 2025 | 0Bijgewerkt tot 6 juli 2025 | 0Bijgewerkt tot 6 juli 2025 | 0W: gespeelde wedstrijden00T: tegendoelpunten00N: aantal wedstrijden de nul gehouden | 0W: gespeelde wedstrijden00T: tegendoelpunten00N: aantal wedstrijden de nul gehouden | 0W: gespeelde wedstrijden00T: tegendoelpunten00N: aantal wedstrijden de nul gehouden | 0W: gespeelde wedstrijden00T: tegendoelpunten00N: aantal wedstrijden de nul gehouden | 0W: gespeelde wedstrijden00T: tegendoelpunten00N: aantal wedstrijden de nul gehouden | 0W: gespeelde wedstrijden00T: tegendoelpunten00N: aantal wedstrijden de nul gehouden | 0W: gespeelde wedstrijden00T: tegendoelpunten00N: aantal wedstrijden de nul gehouden | 0W: gespeelde wedstrijden00T: tegendoelpunten00N: aantal wedstrijden de nul gehouden | 0W: gespeelde wedstrijden00T: tegendoelpunten00N: aantal wedstrijden de nul gehouden | 0W: gespeelde wedstrijden00T: tegendoelpunten00N: aantal wedstrijden de nul gehouden | 0W: gespeelde wedstrijden00T: tegendoelpunten00N: aantal wedstrijden de nul gehouden | 0W: gespeelde wedstrijden00T: tegendoelpunten00N: aantal wedstrijden de nul gehouden | 0W: gespeelde wedstrijden00T: tegendoelpunten00N: aantal wedstrijden de nul gehouden | 0W: gespeelde wedstrijden00T: tegendoelpunten00N: aantal wedstrijden de nul gehouden | 0W: gespeelde wedstrijden00T: tegendoelpunten00N: aantal wedstrijden de nul gehouden | 0W: gespeelde wedstrijden00T: tegendoelpunten00N: aantal wedstrijden de nul gehouden | 0W: gespeelde wedstrijden00T: tegendoelpunten00N: aantal wedstrijden de nul gehouden | 0W: gespeelde wedstrijden00T: tegendoelpunten00N: aantal wedstrijden de nul gehouden |                |

## Interlandloopbaan
Urbig kwam uit voor diverse Duitse jeugdelftallen, maar nam niet deel aan een eindtoernooi. Hij speelde negentien jeugdinterlands, waarin hij onder meer samenspeelde met Luca Netz, Igor Matanović, Armindo Sieb en Youssoufa Moukoko.  

### Duitse jeugdelftallen
Urbig maakte op 10 oktober 2019 zijn debuut voor Duitsland –17 onder bondscoach Christian Wück  In het met 3–3 gelijkgespeelde duel tegen de leeftijdsgenoten van  Engeland incasseerde hij in de 27e minuut zijn eerste tegendoelpunt, gescoord door Amadou Diallo.
Met Duitsland –19 wist Urbig zich niet te kwalificeren voor het Europees kampioenschap 2022. In de kwalificatieronde plaatste Duitsland zich, mede dankzij een 4–1 overwinning op de Faeröer, voor de eliteronde. In die fase werd er met 2–2 gelijkgespeeld tegen zowel Italië als België en met 0–1 verloren van Finland, waardoor plaatsing voor het eindtoernooi in Slowakije werd misgelopen.
Op 8 september 2023 maakte Urbig zijn debuut voor Duitsland –21 tijdens een met 2–0 gewonnen oefenwedstrijd tegen Oekraïne. In de kwalificatiereeks voor het Europees kampioenschap 2025 kreeg hij, samen met Noah Atubolu, van bondscoach Antonio Di Salvo gelijke speeltijd en kwam hij in vijf van de tien wedstrijden in actie. Duitsland eindigde als groepswinnaar en plaatste zich daarmee voor het eindtoernooi in Slowakije. Urbig werd echter door Bayern München niet vrijgegeven voor deelname, omdat hij volgens clubcoach Vincent Kompany als reservedoelman achter Manuel Neuer moest fungeren tijdens het WK voor clubs in de Verenigde Staten.  Duitsland bereikte uiteindelijk de finale van het EK, waarin met 3–2 werd verloren van Engeland.
| Jeugdinterlands van Jonas Urbig voor Duitsland () | Jeugdinterlands van Jonas Urbig voor Duitsland () | Jeugdinterlands van Jonas Urbig voor Duitsland () | Jeugdinterlands van Jonas Urbig voor Duitsland () | Jeugdinterlands van Jonas Urbig voor Duitsland () | Jeugdinterlands van Jonas Urbig voor Duitsland () |
| №                                                 | Datum                                             | Wedstrijd                                         | Uitslag                                           | Soort Wedstrijd                                   | Doelpunten                                        |
| Als speler bij Duitsland –17                      | Als speler bij Duitsland –17                      | Als speler bij Duitsland –17                      | Als speler bij Duitsland –17                      | Als speler bij Duitsland –17                      | Als speler bij Duitsland –17                      |
| ------------------------------------------------- | ------------------------------------------------- | ------------------------------------------------- | ------------------------------------------------- | ------------------------------------------------- | ------------------------------------------------- |
| 1.                                                | 10 oktober 2019                                   | Engeland – Duitsland                              | 3 – 3                                             | Vriendschappelijk                                 |                                                   |
| 2.                                                | 10 februari 2020                                  | Portugal – Duitsland                              | 2 – 0                                             | Vriendschappelijk                                 |                                                   |
| Als speler bij Duitsland –18                      |                                                   |                                                   |                                                   |                                                   |                                                   |
| 1.                                                | 7 september 2020                                  | Duitsland – Denemarken                            | 5 – 5                                             | Vriendschappelijk                                 |                                                   |
| Als speler bij Duitsland –19                      |                                                   |                                                   |                                                   |                                                   |                                                   |
| 1.                                                | 6 september 2021                                  | Duitsland – Engeland                              | 1 – 1                                             | Vriendschappelijk                                 |                                                   |
| 2.                                                | 6 oktober 2021                                    | Slowakije – Duitsland                             | 1 – 6                                             | Vriendschappelijk                                 |                                                   |
| 3.                                                | 12 oktober 2021                                   | Duitsland – Nederland                             | 4 – 1                                             | Vriendschappelijk                                 |                                                   |
| 4.                                                | 10 november 2021                                  | Duitsland – Faeröer                               | 4 – 1                                             | EK-kwalificatie                                   |                                                   |
| 5.                                                | 13 november 2021                                  | Duitsland – Rusland                               | 1 – 3                                             | EK-kwalificatie                                   |                                                   |
| 6.                                                | 16 november 2021                                  | Griekenland – Duitsland                           | 1 – 1                                             | EK-kwalificatie                                   |                                                   |
| 7.                                                | 23 maart 2022                                     | Italië – Duitsland                                | 2 – 2                                             | EK-kwalificatie                                   |                                                   |
| 8.                                                | 26 maart 2022                                     | België – Duitsland                                | 2 – 2                                             | EK-kwalificatie                                   |                                                   |
| 9.                                                | 29 maart 2022                                     | Duitsland – Finland                               | 0 – 1                                             | EK-kwalificatie                                   |                                                   |
| Als speler bij Duitsland –20                      |                                                   |                                                   |                                                   |                                                   |                                                   |
| 1.                                                | 19 november 2022                                  | Duitsland – Noorwegen                             | 2 – 1                                             | Vriendschappelijk                                 |                                                   |
| 2.                                                | 22 maart 2023                                     | Engeland – Duitsland                              | 2 – 0                                             | Vriendschappelijk                                 |                                                   |
| Als speler bij Duitsland –21                      |                                                   |                                                   |                                                   |                                                   |                                                   |
| 1.                                                | 8 september 2023                                  | Duitsland – Oekraïne                              | 2 – 0                                             | Vriendschappelijk                                 |                                                   |
| 2.                                                | 12 september 2023                                 | Kosovo – Duitsland                                | 0 – 3                                             | EK-kwalificatie                                   |                                                   |
| 3.                                                | 22 maart 2024                                     | Duitsland – Kosovo                                | 0 – 0                                             | EK-kwalificatie                                   |                                                   |
| 4.                                                | 4 september 2024                                  | Israël – Duitsland                                | 1 – 5                                             | EK-kwalificatie                                   |                                                   |
| 5.                                                | 10 september 2024                                 | Estland – Duitsland                               | 1 – 10                                            | EK-kwalificatie                                   |                                                   |
| 6.                                                | 15 oktober 2024                                   | Polen – Duitsland                                 | 3 – 3                                             | EK-kwalificatie                                   |                                                   |
| 7.                                                | 15 november 2024                                  | Duitsland – Denemarken                            | 3 – 0                                             | Vriendschappelijk                                 |                                                   |
| 8.                                                | 19 november 2024                                  | Frankrijk – Duitsland                             | 2 – 2                                             | Vriendschappelijk                                 |                                                   |
| Bijgewerkt tot 9 januari 2025                     |                                                   |                                                   |                                                   |                                                   |                                                   |

## Erelijst
| Competitie             |            |            |            |            |            |
| Competitie             | Aantal     | Jaren      |            |            |            |
| 1. FC Köln             | 1. FC Köln | 1. FC Köln | 1. FC Köln | 1. FC Köln | 1. FC Köln |
| ---------------------- | ---------- | ---------- | ---------- | ---------- | ---------- |
| Kampioen 2. Bundesliga | 1x         | 2024/25    |            |            |            |
| Bayern München         |            |            |            |            |            |
| Kampioen Bundesliga    | 1x         | 2024/25    |            |            |            |

## Persoonlijk
Het keepersvak zit in de familie: zijn vader Kurt was doelman, net als zijn broers Henri en Luis, die eveneens als keeper actief zijn.